# Кампени (Ботошани)
Кампени (рум. Câmpeni) насеље је у Румунији у округу Ботошани у општини Пражени. Oпштина се налази на надморској висини од 84 m.

## Становништво
Према подацима из 2002. године у насељу је живело 673 становника, од којих су сви румунске националности.